# Mabel Manzotti
Pour les articles homonymes, voir Manzotti.
Mabel Manzotti, née en 1938 et morte le 25 janvier 2012 à Buenos Aires, est une actrice argentine qui fut active au cinéma, au théâtre et à la télévision.

## Filmographie
- 1953 : La mejor del colegio (es)
- 1970 : Blum (es)
- 1971 : Vamos a soñar con el amor (es)
- 1972 : ¿De quiénes son las mujeres? (es)
- 1976 : Sola (es)
- 1979 : El rey de los exhortos (es)
- 1986 : Seré cualquier cosa, pero te quiero (es)
- 1996 : Besos en la frente (es)
- 2005 : Yo quiero ser bataclana (court-métrage)
- 2005 : El regreso de Peter Cascada
- 2007 : Más que un hombre (es)